# Barteria nigritana
Espèce
Classification phylogénétique
Barteria nigritana (ou nigritiana, selon les sources) est une espèce de plantes à fleurs du genre Barteria et de la famille des Passifloraceae.